# 隋亂
《隋乱》，原名《家园》，是酒徒所著隋唐三部曲之一，時代背景為隋朝末年，主角為虛構人物李旭。正傳（塞下曲、功名誤、大風歌、揚州慢、水龍吟、廣陵散）共6集。後傳《隋亂後傳：逍遙遊》上下共2集。

## 故事內容
李旭為規避兵役而逃往關外，在關外結識不少英雄豪傑，後回中原從軍，征討高句麗、鎮壓隋末民變、抵抗突厥入侵，屢建軍功，受隋煬帝賞識，從下級軍官不斷提拔，一路攀升被封為王，企圖以一己之力拯救整個國家的故事。最后也难逃帝王家情，逃难关外。

## 奖项
该作品入选中国作家协会网络文学委员会、上海市新闻出版局、上海市作家协会、閱文集團联合主办的“中国网络文学20年20部作品”。